# Nippononethes kiiensis
Nippononethes kiiensis là một loài chân đều trong họ Trichoniscidae. Loài này được Nunomura miêu tả khoa học năm 1990.